# Endasys rubescens
Endasys rubescens är en stekelart som beskrevs av Luhman 1990. Endasys rubescens ingår i släktet Endasys och familjen brokparasitsteklar. Inga underarter finns listade i Catalogue of Life.